# 藤巻高光
藤巻 高光（ふじまき たかみつ、1956年 - ）は、日本の脳神経外科医、医学者。埼玉医科大学医学研究科・医学部教授、埼玉医科大学 国際交流センター長。妻は小児科医、女子栄養大学 教授の藤巻わかえ。

## 略歴
父の赴任先の石川県江沼郡山中町(現加賀市）に生まれる。長野県大町市立仁科台中学校、灘高等学校を経て、東京大学理科三類入学、東京大学医学部医学科を1981年に卒業。高倉公朋が主宰する脳神経外科学教室に入局。1990年東京大学より医学博士授与。1990年より1992年まで米国テキサス大学MD Anderson Cancer Center細胞生物部にて客員研究員。1992年諏訪中央病院脳神経外科主任医長、1993年東京大学医学部脳神経外科医局長、2000年帝京大学医学部脳神経外科講師、2003年同助教授、2008年埼玉医科大学脳神経外科教授、教育主任。2016年より埼玉医科大学国際交流センター長を兼務する。2014年より日本医師会男女共同参画委員会委員を務めるほか日本脳神経外科学会男女共同参画検討委員会委員、日本脳腫瘍学会男女共同参画委員会委員長、埼玉県医師会女性医師支援検討委員会委員など医師の働く環境に関する活動も行なっている。

## 編著
- 脳神経疾患 できるナースの術後管理Q&A（ブレインナーシング2005年夏季増刊）メディカ出版 2005年
- 患者と読む、患者に話す脳腫瘍Q&A135 - 脳腫瘍と闘うためにすべてがわかる メディカ出版 2007年
- ずくあり人間の探究的随想録　パレードブックス　2024年

## 学会および社会における活動
- 日本脳神経外科学会、代議員、関東支部会理事[6]
- 日本脳腫瘍学会理事[7] 2014年度会長[8]
- 日本脳神経外科国際学会フォーラム理事 2010年度会長[9]
- 日本脳神経減圧術学会 運営委員 2004年度会長[10]
- 日本脳腫瘍病理学会 理事[11]
- American Association for Cancer Research正会員
- American Association of Neurological Surgeons 海外正会員
- 第2回アジア脳神経減圧術学会会長 (2018年)[12]
- 日本脳神経財団理事[13]
- 信濃大町観光大使（長野県大町市）[14]

## 参照
- researchmap 藤巻高光
- 時事メディカルドクターズガイド 藤巻高光医師
- 藤巻高光医師のホームページ